# 内藤剛志
内藤 剛志（ないとう たかし、1955年〈昭和30年〉5月27日 - ）は、日本の俳優、声優、タレント、司会者。本名は同じ。現代制作舎を経て、阪口京子事務所所属。身長183cm、体重77kg。
大阪府大阪市東区（現：中央区）生まれ。寝屋川市香里園、枚方市、大阪市東区（現：中央区）育ち。寝屋川市の香里幼稚園、枚方市立香里小学校出身。
大阪市立集英小学校（現：開平小学校）、大阪市立船場中学校（現：東中学校）、大阪星光学院高等学校卒業。日本大学芸術学部映画学科中退。

## 来歴

### 幼少期〜学生時代
NHKでラジオやテレビのスイッチャーをしていた父、人形製作の母の元に生まれる。
子供の頃は両親からの勧めでピアノを習う。小学3年生まで暮らしていた枚方市から大阪市に転校すると、NHK大阪児童劇団に入って中学1年生まで続けた。小学生の時には在阪テレビ局及び映画各社製作品に子役として出演している。
サックスでジャズミュージシャンを志望し、飯田ジャズスクールに入学するために上京。しかし入学直後にその道をあきらめ日本大学芸術学部映画学科へ入学するが、1年生で中退。それと同時に、大学の同級生である長崎俊一と自主映画の制作を開始。『獏をぶっ殺せ』『造花の枯れる季節』など、長崎作品の主演を多数務める。

### 俳優として
文学座研究所を経て、一般の映画としては1980年、『ヒポクラテスたち』でデビュー。以後、テレビドラマ、映画を中心に活動、地道に芸能活動を続ける。80年代は刑事ドラマなどで悪役、犯人役を演じることが多かった（あぶない刑事など多数出演）が、1991年10月に『ホテルウーマン』（関西テレビ）に同郷出身の沢口靖子演ずるホテル従業員の上司として出演し、1992年10月開始の『ウーマンドリーム』（関西テレビ）に裕木奈江演ずるアイドル歌手の事務所のマネージャー役を演じた。1994年 - 1995年の日本テレビドラマ『家なき子』では、安達祐実が演ずる主人公をいじめる酒浸りの父親役を演じ、同作品が高視聴率の話題作となったことで知名度が上がった。1995年1月（味いちもんめ） - 2001年9月（金田一少年の事件簿）にかけて、27クール（6年9か月・81か月）連続で連続ドラマに出演という日本新記録を樹立し、同時期に2つのドラマを掛け持ちで出演するなど、主演・助演問わずドラマに欠かせない存在となり、「連ドラの鉄人」と呼ばれるようになった。
映画『昭和鉄風伝 日本海』（1991年）、ドラマ『人生は上々だ』（1995年、TBS）および 『竜馬におまかせ』（1996年、日本テレビ）などで浜田雅功と共演したことがきっかけとなり、同じ関西出身の浜田と親交を持ち、浜田を「師匠」と呼ぶ仲になる。1996年10月から『女神の天秤』（TBS）で関口宏と司会を担当、タレント活動を開始。1998年4月からは浜田とともに『人気者でいこう!』（朝日放送）にレギュラー出演し、「芸能人格付けチェック」コーナーの人気もあり、さらに広い層にまでその存在が知れ渡った。2000年 - 2001年に放送された土曜昼前の生放送情報番組『ウォッ!チャ』（フジテレビ）、『リアルタイム』（2001年 - 2002年、毎日放送）、他にも『音遊人』（2005年 - 2006年、テレビ東京）および『スタイルプラス』（2006年 - 2019年、東海テレビ）の司会を担当。さまざまなバラエティ番組・情報番組（特に司会業）に出演している。
ドラマでは2000年、『科捜研の女』第2シリーズにプロファイラーの武藤要として登場。第4シリーズ（2002年）まで出演した後、第5シリーズ（2004年）から役を変え、京都府警捜査一課刑事の土門薫として再登場した。主人公の科学捜査研究員・榊マリコ（沢口靖子）と協力して事件捜査にあたる準主役格として、長期に渡るレギュラー出演を続けている。2007年の6月から『水戸黄門』の第37部（TBS）から2代目風車の弥七として登場し、2011年のシリーズ最終回まで出演した。2010年の『必殺仕事人2010』（朝日放送・テレビ朝日）には、中村主水（藤田まこと、藤田は同年逝去）に代わる新仕事人・カルタの力役として出演している。2012年から主役を演じていた「土曜ワイド劇場」で放送の『警視庁・捜査一課長』が「木曜ミステリー」にて2016年4月からシリーズ化され『科捜研の女15』に引き続き同枠で連続して出演することとなった。
声優業では主にアニメーション映画に出演している。OVA版『ブラック・ジャック』の主人公、ブラック・ジャックの声優として当初キャスティングされていたが本人が急病を患ったため、大塚明夫と交代している。2000年のアニメーション映画『風を見た少年』の記者会見で「顔がツギハギになっているお医者さんのアニメーションがあったんですけれど、お医者さんの役をやるどころか、入院してしまいまして」と語っている。

## 人物
趣味・特技はトランペットやサックス等の楽器演奏、バイクの運転。
家族構成は1982年に結婚した帽子デザイナーの妻（1956年生まれ、神奈川県横浜市出身）と、スタジオジブリ勤務の長女（1983年8月24日生まれ、東京都出身で、いずれも一般人であるとして氏名は公表していない。また、妻は本人と違う姓である。
一人っ子である。父は静岡県浜松市出身。母は愛知県名古屋市出身で、人形製作の後に押絵の先生をしていた。母の兄と、父が名古屋市で知り合ったことが両親の結婚のきっかけだったという。
子供の頃から犬か猫と育った。2017年時点はソマリとロシアンブルーの猫2匹と暮らし（妻と娘が猫の種類を決めた）、その前はアビシニアンがいた。

### エピソード
18歳の頃、大学進学のため代々木ゼミナールに通っていたら綺麗な女性2人組を見つけ、いつか仲良くなれたらと思っていた。うち1人（後に妻となる）の女性を駅で見かけてナンパをした。まもなく東神奈川で7年間同棲後に結婚。すでに50年以上の付き合いであると語る。
30代から10年間神奈川県横浜市の市が尾駅周辺に暮らした。他には静岡県伊東市に20年間暮らしたこともある。2005年から本籍は京都府。2021年には少しずつ生活拠点を京都に移した。
視力が弱くて中学生の頃から眼鏡を着用しており、仕事やプライベートでも眼鏡を着用している。しかし一部のドラマには眼鏡無しで出演している。細いフレームレンズが好み。
元来、刑事役を演じることが多かったことから、近年演じた役の約9割は刑事役だとする記事もあり、本人が刑事を演じたドラマは30作以上に亘る（2016年2月現在）。本人もその事を認めており、本物の警察官に黙礼をされるというエピソードを語っている。

### 交友関係
高校時代の友人は、テレビ大阪の代表取締役会長、前代表取締社長の田中信行。
斎藤洋介、船越英一郎、古尾谷雅人、金田明夫、佐野史郎と親交が深く、特に佐野と金田に関しては多数のドラマで共演している。

## 受賞歴
- 第10回高崎映画祭 最優秀助演男優賞
- 1998年度ベストドレッサー賞
- 2008年度ベスト・ファーザー賞 in 関西
- 第27回橋田賞[26]
- 令和6年度 ゆうもあ大賞（林家木久扇、黒川想矢と共に受賞）[27]

## 出演

### テレビドラマ

#### NHK
- 横堀川（1966年 - 1967年）
- 銀河テレビ小説
  - 道頓堀川（1982年5月3日 - 5月28日） - 政夫 役
  - 純情長良川（1984年） - 一平 役
  - 暗闇のセレナーデ（1985年9月9日 - 10月9日）
  - 名古屋ラブソング（1987年11月9日 - 27日） - 菖蒲池弓雄 役
- 太陽の子（1982年10月17日 - 11月14日） - ギッチョンチョン  役
- 壬生の恋歌（1983年4月20日 - 10月26日） - 山田峰太 役
- 詩城の旅びと（1989年10月9日 - 11月6日） - 多島明造 役
- 近松青春日記（1991年） - 与兵衛 役
- 大河ドラマ
  - 翔ぶが如く（1990年1月 - 12月） - 有馬新七 役
  - 花燃ゆ（2015年） - 椋梨藤太 役
- はんなり菊太郎（NHK大阪） - 主演・田村菊太郎 役
  - はんなり菊太郎〜京・公事宿事件帳〜（2002年11月 - 12月）
  - はんなり菊太郎2〜京・公事宿事件帳〜（2004年1月 - 2月）
  - 新・はんなり菊太郎〜京・公事宿事件帳〜（2007年1月 - 3月）
- 連続テレビ小説
  - わかば（2004年9月27日 - 2005年3月26日） - 高原公一 役（回想）と焼酎バー店主の二役
  - ブギウギ（2024年） - 高橋 役[28]

#### 日本テレビ系列
- 太陽にほえろ!
  - 第497話「ゴリさんが拳銃を撃てなくなった!」（1982年） - 荒木俊明 役
  - 第570話「遠い想い出」（1983年） - 西本豊 役
  - 第617話「ゴリさん、見ていてください」（1984年） - 原島 役
- 銭形平次（風間杜夫版） 第28話「十手返上」（1987年） - 巴屋嶋蔵 役
- 誇りの報酬 第30話「濡れた舗道に咲いたバラ」（1986年） - 小沢 役
- あぶない刑事
  - 第23話「策略」（1987年） - 岩見周平 役
  - 第47話「報復」（1987年） - 一ノ瀬和夫 役
- 年末時代劇スペシャル 五稜郭（1988年12月30日・31日） - 田島圭蔵 役
- 勝手にしやがれヘイ!ブラザー 第13話「栄光へのシンフォニー」（1990年1月） - 秋島健吾 役
- 家なき子（1994年4月16日 - 7月2日） - 相沢悟志 役
  - 家なき子2（1995年4月15日 - 7月8日）
- 竜馬におまかせ!（1996年4月10日 - 6月26日） - 勝海舟 役[29]
- 君といた未来のために 〜I'll be back〜（1999年1月 - 3月） - 堀上弘志 役
- バカヤロー!1999 ニッポン人の怒り爆発 ストレス解消3連発 「セクハラでから騒ぎするな!」（1999年9月26日）
- 新宿暴走救急隊（2000年10月 - 12月） - 久瀬光夫 役
- 金田一少年の事件簿（2001年3月・7月 - 9月） - 剣持勇
- ふたり 私たちが選んだ道（2003年） - 神谷健 役
- 一番大切な人は誰ですか?（2004年） - 坂下公也 役
- 女王の教室（2005年） - 並木平三郎 役
- ごくせん 第2シリーズ 第8話「私はずっとお前たちのセンコーだ」（2005年3月5日） - 矢吹博史 役
- 終戦ドラマスペシャル・犬の消えた日（2011年8月12日） - 岩本徳一 役
- ゴーストママ捜査線〜僕とママの不思議な100日〜 第5話「最後の里帰り…頑固親父の涙」（2012年8月11日） - 志村省三 役
- 雲の階段（2013年4月17日 - 6月19日） - 田坂雄一郎 役
- ワイルド・ヒーローズ（2015年4月19日 - 6月21日） - 赤城達彦 役
- 令和サスペンス劇場「旅人検視官 道場修作」（BS日テレ） - 主演・道場修作 役
  - 庄内・湯野浜温泉殺人事件（2023年12月17日）[30]
  - 愛知県蒲郡・西浦温泉殺人事件（2024年4月14日）[31]
  - 鹿児島県・指宿温泉殺人事件（2024年12月7日）[32]
  - 富山県・庄川温泉郷殺人事件（2025年3月22日）
- ノンレムの窓 2024・春（2024年3月31日） - 100年後の未来から来た刑事 役[33]
- 火曜サスペンス劇場
  - さよならを言えない女（1986年3月4日） - 秋元悟 役
  - 傍観者殺人事件（1986年12月9日） - 畑 役[34]
  - 六月の花嫁シリーズ
    - 花嫁は眠れない（1987年6月16日）
    - 結婚相談殺人事件（1992年6月16日）

  - 浅見光彦ミステリー2「天城峠殺人事件」（1987年12月1日）
  - 嘘を重ねて（1989年2月7日）
  - 逆転判決（1989年5月2日）
  - 完全犯罪研究室（1990年4月10日）
  - ルノアール名画殺人事件（1991年2月5日）
  - 再婚する女（1991年9月10日）
  - 松本清張作家活動40年記念・ドラマスペシャル たづたづし（1992年1月7日） - 平井晃 役
  - 緋の川（1992年3月3日） - 向井達吉 役
  - 女検事・霞夕子9「青い指」（1993年3月30日） - 長沢章 役
  - 深夜の法廷（1994年2月22日）- 秋葉洋平 役
  - 隠し続けた女（1995年2月21日） - 野沢俊介 役
  - 松本清張スペシャル 微笑の儀式（1995年3月7日） - 新井大介 役
  - 深夜高速バス（1995年12月26日）
  - 松本清張スペシャル 留守宅の事件（1996年1月9日） - 栗山敏夫 役
  - やさしい遺言（1996年2月20日） - 主演・田所修 役
  - 15年目の夏（2001年8月21日） - 主演・美濃部草輔 役
  - 香納諒一『刹那の街角』シリーズ
    - 十字路（2002年11月5日） - 主演・佐倉孝雄 役
    - 曲り角（2003年6月3日） - 主演・堀江浩司 役
    - 迂回路（2003年11月3日） - 主演・海堂岳夫 役
    - 分岐点（2004年6月15日） - 主演・工藤幸平 役

##### 読売テレビ
- 木曜ゴールデンドラマ→ドラマシティ
  - 失踪（1985年5月16日）
  - 背のびする夫婦（1985年8月15日）
  - 夢のあとさき（1985年10月10日）
  - 妻が失明した時（1989年12月14日）
  - 拾われた幸福（1990年2月22日）
  - いのち燃えつきて（1990年8月2日）
  - 赤い完全犯罪（1992年3月19日） - 高木 役
  - 生きている心臓（1992年4月30日）
  - ラブストーリーは終らない（1993年3月25日） - 楠木 役
- 花らんまん（1988年）
- プリマダム（2006年） - 畠山秀介 役

#### TBS系列
- 噂の刑事トミーとマツ 第2シリーズ 第34話「放火魔まて! トミー恐怖の綱わたり」（1982年） - 大熊三平 役
- Gメン'82 第5話「私は殺される!」（1982年） - 古賀テツオ 役
- 無邪気な関係（1984年1月 - 3月） - 大作 役
- 花王 愛の劇場
  - かけおち通り（1988年11月 - 12月）
  - 夏色の天使（1989年7月 - 9月） - 森野卓治 役
- 天使のように生きてみたい（1992年7月 - 9月） - 五十嵐剛 役
- 泣きたい夜もある 第18話「小さな決意」（1993年、毎日放送）
- 徹底的に愛は…（1993年10月 - 12月） - 有吉浩一郎 役
- スチュワーデスの恋人（1994年4月 - 6月） - 野村吉郎 役
- 人生は上々だ（1995年10月 - 12月） - 多田公平 役
- 真昼の月（1996年7月 - 9月） - 広瀬吾郎 役
- 智子と知子（1997年7月-9月）-平尾望役
- 不機嫌な果実（1997年10月 - 12月） - 野村修 役
- チープラブ（1999年10月 - 12月） - 赤羽哲也 役
- QUIZ（2000年4月 - 6月） - 白砂竜太 役
- Friends（2000年7月 - 9月） - 吉岡茂 役
- リアルタイム （2001年10月6日 - 2002年9月28日、毎日放送）
- サラリーマン金太郎4（2004年1月 - 3月） - 円城寺隆 役
- 水曜プレミア
  - 夜王（2005年5月11日） - 矢島輝彦 役
  - 赤い疑惑（2005年6月15日 - 29日） - 相良英治 役
- 金曜ドラマ「夜王 〜YAOH〜」（2006年）
- マラソン（2007年9月20日） - 宮田伸章 役
- 水戸黄門 第37部 - 第43部（2007年4月 - 2011年12月） - 2代目風車の弥七 役
- 大奥〜誕生［有功・家光篇］（2012年10月 - 12月） - 澤村伝右衛門 役
- ホテルマン 東堂克生の事件ファイル（BS-TBS） - 主演・東堂克生 役
  - ホテルマン東堂克生の事件ファイル〜八ヶ岳リゾート殺人事件〜（2022年1月22日）[35]
  - ホテルマン東堂克生の事件ファイル〜日光鬼怒川温泉殺人事件〜（2023年3月18日）[36]
- ママはバーテンダー〜今宵も踊ろう〜 第1話「30年越しの出会い」（2023年1月19日、BS-TBS） - 東堂克生 役
- 月曜ドラマスペシャル→月曜ミステリー劇場→月曜ゴールデン→月曜名作劇場
  - セントポーリアは悪魔の匂い（1993年4月26日）
  - 松本清張特別企画・証明（1994年11月14日） - 平井忠二 役
  - ハロー張りネズミ（1996年6月10日） - 木暮久作 役
  - 松本清張特別企画・紐（1996年7月1日） - 梅田安太郎 役（テレビ東京版にも出演）
  - ダンスパートナー連続殺人（1996年8月19日） - 柏木絋次 役
  - 実演販売人・轟安二郎（2000年6月5日） - 主演・轟安二郎 役
  - カードGメン・小早川茜6「特命」（2003年6月2日） - 有吉正晴 役
  - 十津川警部シリーズ31「四国連絡特急殺人事件」（2004年3月29日） - 南条吾郎 / 岡部文夫（二役）（渡瀬恒彦版）
  - 横山秀夫サスペンス ネタ元（2005年9月5日） - 進藤明敏 役
  - 占い師みすず 事件は運命の彼方にシリーズ - 丸山章太郎 役
    - 占い師みすず 事件は運命の彼方に1（2006年6月5日）
    - 占い師みすず 事件は運命の彼方に2（2007年5月21日）
    - 占い師みすず 事件は運命の彼方に3（2008年6月23日）

  - 追跡〜失踪人捜査官・石森新次郎（2008年1月28日） - 主演・石森新次郎 役
  - 血痕4 警科研・湯川愛子の鑑定ファイル（2013年6月17日） - 宇田川源治 役
  - 制服捜査シリーズ - 主演・川久保篤 役
    - 制服捜査1（2013年8月12日）
    - 制服捜査2（2016年2月1日）
    - 制服捜査3（2016年8月22日）

  - 十津川警部シリーズ - 主演・十津川省三 役
    - 新・十津川警部シリーズ1「伊豆・下田殺人ルート」（2017年1月23日） - 黄民亨 役（二役）
    - 新・十津川警部シリーズ2「伊香保温泉殺人事件」（2017年4月3日）
    - 十津川警部シリーズ3「伊豆踊り子号殺人迷路」（2017年9月11日）
    - 十津川警部シリーズ4「愛と裏切りの伯備線」（2017年10月16日）
    - 十津川警部シリーズ5「京都・嵯峨野殺人迷路」（2018年4月9日）
    - 十津川警部シリーズ6「日光・恋と裏切りの鬼怒川」（2018年9月10日）
    - 十津川警部シリーズ7「浜名湖殺人ルート」（2018年12月10日）
    - 十津川警部シリーズ8「外房線に消えた女〜十津川の初恋〜」（2019年3月25日）

  - 京都タクシードライバーの事件簿（2019年2月4日） - 主演・実相浩二郎 役

#### フジテレビ系列
- あいつがトラブル 第8話「ぷっつん! 3人組vsチンピラ」（1990年2月）
- 新金色夜叉 百年の恋（1990年10月 - 12月、東海テレビ） - 富山唯継 役
- 妻たちの劇場「明るい家庭のつくり方」（1992年）
- 銭形平次（北大路欣也版） 第1シリーズ 第18話「ギヤマンの謎」（1991年） - 佐太郎 役
- 世にも奇妙な物語 「完全犯罪」（1992年）
- 怪談 KWAIDAN II 「長良屋お園の怪」（1993年） - 長良屋宇平 役
- 金曜エンタテイメント→金曜プレステージ
  - 松本清張三回忌特別企画・草の陰刻（1994年8月5日） - 寺脇健介 役
  - 体外受精連続殺人（1996年6月） - 朝月 役
  - 松本清張スペシャル・火と汐（1996年9月13日） - 曽根晋吉 役
  - 最後の依頼人（1997年11月） - 岸本陽介 役
  - 女検死官（2000年7月21日） - 向井雅章 役
  - 寸劇刑事〜危機一発!踊るヌイグルミ劇団・スナイパーを追え〜（2004年8月6日） - 主演・辺見定一 役
  - 外科医 鳩村周五郎シリーズ（2004年 - ） - 小室源介 役
  - いじわるばあさん（2009年1月9日） - 伊地割順一 役
    - いじわるばあさん2（2010年4月23日）
    - いじわるばあさん3（2011年1月28日）

  - 警部補・元山純平 オルゴール連続殺人事件（2011年8月19日） - 小幡孝治 役
  - 東野圭吾3週連続スペシャル・回廊亭殺人事件 （2011年6月24日） - 矢崎警部 役
  - 独占初告白!250億騙し取った男たち〜急増・振り込め詐欺!蟻地獄と化す犯罪組織の全貌公開〜（2014年8月22日） - 渡辺雄一 役
  - 女請負人〜仕掛けられた女の罠〜（2014年9月12日） - 大森大輔 役
- 彼女たちの結婚（1997年1月 - 3月） - 柏木亮平 役
- らせん（1999年7月 - 9月） - 陸田博 役
- 夜桜お染（2003年10月 - 2004年1月） - 石室新十郎
- 剣客商売スペシャル「決闘・高田の馬場」（2005年） - 吉村弥惣治 役
- 土曜プレミアム
  - ホームレス中学生（2008年7月12日） - 田村道則  役
    - ホームレス中学生2（2009年4月12日）

  - 神戸新聞の7日間（2010年1月16日） - 山根秀夫 役
- イノセント・ラヴ（2008年10月 - 12月） - 義道神父 役
- 金曜プレミアム「船越英一郎殺人事件」（2018年） - 本人 役

##### 関西テレビ
- 月曜サスペンスシリーズ
  - 直木賞作家サスペンス「新宿花園神社」（1990年）
  - 六つの離婚サスペンス「三年目の本気」（1992年3月）
  - 七つの離婚サスペンス「すかんたこ」（1993年）
- ホテルウーマン（1991年10月7日 - 12月23日） - 長沢英一 役
- ウーマンドリーム（1992年10月5日 - 12月14日） - 氷川秋彦 役

#### テレビ朝日系列
- 特捜最前線
  - 第80話「新宿ナイト・イン・フィーバー」（1978年） - 不良学生 役
  - 第204話「19才の犯罪日記!」（1981年）
- 西部警察シリーズ
  - 西部警察
    - 第107話「暴走トラック炎上」（1981年） - 坂田徹 役
    - 第120話「消えた白バイ隊の謎」（1982年） - 緒方亮 役

  - 西部警察 PART-III 第35話「刑事無情」（1984年） - 飯沼彰 役
- ベイシティ刑事 第4話「チャイナタウンの女」（1987年） - 三上 役
- さすらい刑事旅情編 最終話「信州雪景色・"汽車"を唄う男」（1989年3月）
- はぐれ刑事純情派
  - 第3シリーズ 第8話「囮捜査!? 受刑者の愛人」（1990年） - 金井次郎 役
  - 第17シリーズ 最終話「東京-岩手花巻温泉500Km運命の男と女、愛の完全犯罪トリック」（2004年） - 寺山良夫 役
- セールスレディは何を見た（1993年4月 - 6月） - 村木亮 役
- 味いちもんめシリーズ - 坂巻辰夫 役
  - 味いちもんめ（1995年1月 - 3月）
  - 味いちもんめII 京都編（1996年1月 - 3月）
  - '97新春ドラマスペシャル 味いちもんめ（1997年1月2日）
  - '98新春ドラマスペシャル 味いちもんめ（1998年1月2日）
  - '2011新春ドラマスペシャル 味いちもんめ（2011年1月8日）
  - '2013ドラマスペシャル 味いちもんめ（2013年5月11日）
- イタズラなKiss（1996年10月 - 12月） - 相原重雄 役
- スウィートデビル（1998年7月 - 9月） - 檀原栄治 役
- 外科医・夏目三四郎（1998年10月 - 12月） - 主演・夏目三四郎 役
- 科捜研の女シリーズ
  - 武藤要 役
    - season2（2000年10月 - 12月）
    - season3（2001年10月 - 12月）
    - season4（2002年7月 - 9月）
    - スペシャル（2018年10月14日）

  - 土門薫 役
    - 新・科捜研の女（2004年4月 - 6月）
    - 新・科捜研の女2（2005年7月 - 9月）
    - 新・科捜研の女3（2006年7月 - 9月）
    - スペシャル（2008年3月13日）
    - 新・科捜研の女4（2008年4月 - 6月）
    - season9（2009年7月 - 9月）
    - スペシャル（2010年3月18日）
    - season10（2010年7月 - 9月）
    - スペシャル（2011年3月17日）
    - season11（2011年10月 - 2012年3月）
    - season12（2013年1月 - 3月）
    - season13（2013年10月 - 2014年3月）
    - クリスマススペシャル（2013年12月25日）
    - season14（2014年10月 - 12月）
    - 年末スペシャル（2014年12月21日）
    - 新春スペシャル（2015年1月18日）
    - season15（2015年10月 - 2016年3月）
    - 正月スペシャル（2016年1月3日）
    - 春スペシャル（2016年4月17日）
    - season16（2016年10月 - 2017年3月）
    - 正月スペシャル（2017年1月3日）
    - スペシャル（2017年10月15日）
    - season17（2017年10月 - 2018年3月）
    - スペシャル（2018年10月14日）
    - season18（2018年10月 - 12月）
    - 正月スペシャル（2019年1月3日）
    - season19（2019年4月 - 2020年3月）
    - season20（2020年10月 - 12月）
    - season21（2021年10月 - 2022年4月）
    - 2022（2022年10月 - 12月）
    - season23（2023年8月 - 10月）[37]
    - season24（2024年7月 - 9月）[38]
- R-17（2001年4月 - 6月） - 西本克彦 役
- 三匹が斬る!（2002年4月 - 6月） - 左文字右京 役
- 相棒 season1 最終話「午後9時30分の復讐 特命係、最後の事件」（2002年12月25日） - 萩原壮太 役
- 世直し順庵!人情剣（2005年10月 - 12月） - 吉松 役
- 太閤記〜天下を獲った男・秀吉（2006年10月 - 12月） - 松平元康 役
- 肉体の門（2008年） - 宇佐見浩 役
- 落日燃ゆ（2009年3月） - 山本五十六 役
- 女刑事音道貴子・凍える牙（2010年1月30日） - 高木勝弘 役
- Answer〜警視庁検証捜査官 最終話「600通の詫び状に隠された真犯人」（2012年6月13日） - 楠田正芳 役
- 松本清張没後20年 ドラマスペシャル 十万分の一の偶然（2012年12月15日） - 岩瀬厚一郎 役
- 遺留捜査スペシャル（2014年10月19日） - 佐和田徹夫 役
- 警視庁・捜査一課長 - 主演・大岩純一 役[10]
  - season1（2016年4月 - 6月）
  - season2（2017年4月 - 6月）
  - season3（2018年4月 - 6月）
  - スペシャル（2018年7月15日）
  - スペシャル（2019年1月6日）
  - スペシャル（2019年4月21日）
  - 新作スペシャルI（2019年7月7日）
  - 新作スペシャルII（2019年7月14日）
  - スペシャル（2019年10月13日）
  - スペシャル（2019年12月15日）
  - 正月スペシャル（2020年1月3日）
  - 2020（2020年4月 - 9月）
  - season5（2021年4月 - 6月）
  - season6（2022年4月 - 6月）[39]
  - スペシャル（2023年4月4日）[40]
  - スペシャル（2024年4月18日）[41]
- 特殊犯罪課・花島渉シリーズ - 主演・花島渉 役
  - 特殊犯罪課・花島渉1（2017年3月16日） - 「ミステリースペシャル」として放送
  - 特殊犯罪課・花島渉2（2017年9月17日） - 「日曜ワイド」枠で放送
- 未解決の女 警視庁文書捜査官 - 大岩純一 役[42]
  - 第1話「別荘で文書改ざん!? 密室殺人空白の10年…頭脳派&熱血刑事が挑む」（2018年4月19日）
  - 最終話「さらば矢代!! 三億円事件…文書改ざんで殺人連鎖!?」（2018年6月7日）
  - 未解決の女 警視庁文書捜査官〜緋色のシグナル〜（2019年4月28日）
- ザ・トラベルナース 第2シリーズ（2024年10月17日 - 12月19日） - 大田黒勝一 役 [43]
- 家政夫のミタゾノ 第7シーズン 第8話（2025年3月4日） - 小石川太一 役[44]
- 看守の流儀（2025年6月21日） - 久世橋暁 役[45]
- 土曜ワイド劇場→土曜プライム・土曜ワイド劇場
  - 受験戦争殺人時代（1994年3月5日） - 田辺栄一 役
  - 女医翔子の華麗なる復讐（1994年5月14日） - 高見明 役
  - 森村誠一サスペンス 飼い主のない孤独（1994年6月18日） - 室永耕平 役
  - 西村京太郎トラベルミステリー26「特急「おおぞら」殺人事件」（1994年10月8日） - 結城誠 役
  - 罠の女（1995年2月4日） - 宮島亮一 役
  - 時よとまれ（1995年8月5日） - 陳淳仁 役
  - 有毒病棟（1995年10月28日） - 三田村信之 役
  - 少女Aの殺人（1996年6月1日） - 諏訪重良 役
  - 危険な再会（1996年6月15日） - 倉田修一 役
  - ドクVSデカ〜心療内科医&殺人課刑事の捜査ファイル - 主演・森崎宗政 役（柴田恭兵とダブル主演）
    - ドクVSデカ1〜心療内科医&殺人課刑事の捜査ファイル（2002年12月14日）
    - ドクVSデカ2〜心療内科医&殺人課刑事の捜査ファイル（2004年9月4日）

  - 検事・朝日奈耀子シリーズ（2003年 - ） - 大山聡 役
  - 事件11（2004年2月28日） - 黒木好夫 役
  - 交渉人（2005年3月26日） - 越野 役
  - 家賃ハンター真鍋倫子の事件簿（2006年5月20日） - 鬼頭幸太郎 役
  - 警視庁電話指導官〜深川真理子の事件簿（2008年6月7日） - 直江基嗣 役
  - 交渉人・遠野麻衣子〜最後の事件（2010年6月26日） - 島本聖 役
  - 警視庁捜査一課長〜ヒラから成り上がった最強の刑事!〜 - 主演・大岩純一 役
    - 警視庁捜査一課長〜ヒラから成り上がった最強の刑事!〜1（2012年7月14日）
    - 警視庁捜査一課長〜ヒラから成り上がった最強の刑事!〜2（2013年8月3日）
    - 警視庁捜査一課長〜ヒラから成り上がった最強の刑事!〜3（2014年7月26日）
    - 警視庁捜査一課長〜ヒラから成り上がった最強の刑事!〜4（2015年5月23日）
    - 警視庁捜査一課長〜ヒラから成り上がった最強の刑事!〜5（2015年10月17日）

  - 温泉若おかみの殺人推理28（2014年9月13日） - 吉井暁 役
- 日曜プライム
  - 全身刑事（2020年2月2日） - 主演・名瀬裕太郎 役[46]

##### 朝日放送
- ザ・ハングマン
  - 新ハングマン 第25話「女カメラマンを狙う謎の被写体」（1983年） - 寺田二郎 役
  - ザ・ハングマン4 第7話「大学マフィアが女子大生をポルノさせる!」（1984年） - 郷田部長 役
  - ザ・ハングマンV 第20話「決死のデートが逃し屋に裂かれる!」（1986年） - 桑田 役
  - ザ・ハングマン6 第8話「塀の中から恋人の復讐に脱走!」（1987年） - 飯岡アキラ 役
- 必殺シリーズ
  - 必殺仕事人V・激闘編 第32話「鍛冶屋の政、水中で闘う」（1986年） - ムササビの健 役
  - 必殺まっしぐら! 第11話「相手は向島の元締」（1986年） - 平田深喜 役
  - 必殺仕事人2010（2010年） - カルタの力 役
- ダウンタウン探偵組 第8話「僕ら離ればなれだったクラス仲間」（1988年）

#### テレビ東京系列
- ドラマ女の手記「広告娘とガンコ親父の愛の対決」（1987年1月12日）
- 月曜・女のサスペンス「九州航路の謎 -川崎〜宮崎 豪華客船血塗られたデッキ-」（1988年6月6日） - 松本慶一 役
- 隠密・奥の細道 「第16話 公儀隠密・お蝶が惚れた」（1988年）
- 12時間超ワイドドラマ→新春ワイド時代劇
  - 宮本武蔵（1990年1月2日） - 吉岡伝七郎 役
  - 壬生義士伝 新撰組で一番強かった男（2002年1月2日） - 大野次郎右衛門 役
  - 竜馬がゆく（2004年1月2日） - 刺客 役
  - 徳川風雲録 八代将軍吉宗（2008年1月2日） - 山内伊賀之介 役
  - 忠臣蔵〜その義その愛（2012年1月2日） - 色部又四郎 役
  - 影武者 徳川家康（2014年1月2日） - 柳生宗矩 役
  - 信長燃ゆ（2016年1月2日） - 森坊丸 役（35年後）
  - ホリデイ〜江戸の休日〜（2023年1月6日） - 杉野一庵 役[47][48]
- よろずや平四郎活人剣（2007年） - 神名堅物 役
- 三十万人からの奇跡〜二度目のハッピーバースディ〜（2008年3月26日） - 三沢和夫 役
- 幻十郎必殺剣SP 死神復活〜あの豪剣が再び悪を斬る!（2009年4月） - 更科軍兵衛 役
- ジロチョー 清水の次郎長維新伝（2010年1月13日） - 大政 役
- 風の少年〜尾崎豊 永遠の伝説〜（2011年3月21日） - 尾崎健一 役
- 記憶捜査2〜新宿東署事件ファイル〜 最終話（2020年12月4日） - 樋口顕 役（特別出演）
- 警視庁強行犯係 樋口顕（連続ドラマ版） - 主演・樋口顕 役
  - Season1（2021年1月 - 2月）
  - Season2（2022年7月 - 9月）
- 今野敏サスペンス 機捜235×強行犯係 樋口顕（2023年1月27日 - 3月10日） - 樋口顕 役[49][注 4]
- 警視庁考察一課（2022年10月17日 - 12月26日） - 内藤昌志 役[50]
- スペシャルドラマ・忘れっぽいハムレット（2024年11月9日、テレビ愛知） - 里崎洋一 役[51]
- 女と愛とミステリー
  - 松本清張特別企画・わるいやつら（2001年4月18日） - 下見沢作雄 役
  - 芸能記者・柳田信吉の挑戦（2003年2月26日） - 主演・柳田信吉 役
  - 警視庁・樋口警部補（2003年 - 2004年） - 主演・樋口顕 役
  - 松本清張特別企画・黒い画集〜紐（2005年1月12日） - 梅田安太郎 役（TBS版にも出演）
- 水曜ミステリー9（第2期）→月曜プレミア8
  - 嘘の証明 犯罪心理分析官・梶原圭子シリーズ - 湯島恭太郎 役
    - 嘘の証明1 犯罪心理分析官・梶原圭子（2012年5月9日）
    - 嘘の証明2 犯罪心理分析官・梶原圭子（2013年1月9日）
    - 嘘の証明3 犯罪心理分析官・梶原圭子（2013年10月23日）

  - 信州あづみ野の名刑事 道原伝吉の捜査行1（2012年6月6日） - 中留浩介 役
  - 浅草下町通交番 子連れ巡査の捜査日誌シリーズ - 柳田英俊 役
    - 浅草下町通交番 子連れ巡査の捜査日誌1（2013年7月24日）
    - 浅草下町通交番 子連れ巡査の捜査日誌2（2014年6月4日）

  - 警視庁強行犯 樋口顕シリーズ（2015年2月25日 - ） - 主演・樋口顕 役

#### WOWOW
- TOYD（トイド）（2002年3月24日） - 設楽慎一 役

### 映画
- クレイジィ・ラブ（1978年）
- ユキがロックを棄てた夏（1978年） - 主演
- ハッピーストリート裏（1979年） - 主演
- アナザ・サイド（1980年）
- ヒポクラテスたち（1980年、ATG） - 南田慎太郎 役
- 陽炎座（1981年、日本ヘラルド映画）
- 九月の冗談クラブバンド（1982年、ATG） - リョウ 役
- 戦場のメリークリスマス（1983年、松竹 / 松竹富士 / 日本ヘラルド） - イワタ法務中尉 役
- オキナワの少年（1983年、東宝） - 石垣悟 役
- 瀬降り物語（1985年、東映） - カズオ 役
- ビリィ★ザ★キッドの新しい夜明け（1986年、パルコ） - 宮本武蔵 役
- 幕末青春グラフィティ Ronin 坂本竜馬（1986年、東宝） - 三次 役
- 紳士同盟（1986年、東映） - 平井達三 役
- ちょうちん（1987年、東映） - 花木 役
- ロックよ、静かに流れよ（1988年、東宝） - 野村教諭 役
- 疵（1988年、東映） - 村田 役
- 華の乱（1988年、東映） - 和田久太郎 役
- 妖女の時代（1988年、東宝） - フロント係
- 誘惑者（1989年、ヘラルド・エース / 日本ヘラルド） - 新堀 役
- 螢（1989年、東映） - 横山 役
- はぐれ刑事純情派（1989年、東映） - 佐々木健司 役
- さらば愛しのやくざ（1990年、東映） - 工藤剛三 役
- 女がいちばん似合う職業（1990年、アルゴプロジェクト） - 藤野大介 役
- 飛ぶ夢をしばらく見ない（1990年、松竹）
- 動天（1991年、東映） - 関鉄之介 役
- 昭和鉄風伝 日本海（1991年、エンボディメント・フィルムズ） - 和賀修司 役
- ぼくらの七日間戦争2（1991年、松竹） - 伊是名 役
- 極道戦争 武闘派（1991年、東映） - 梅崎徹 役
- 修羅の伝説（1992年、東映） - 山中常男 役
- 事件屋稼業（1992年、ジャパンホームビデオ） - 高杉 役
- 赤と黒の熱情（1992年、東映） - 阿藤政信 役
- 三月のライオン（1992年） - ソフト帽の男 役
- 地獄の警備員（1992年、アテネ・フランセ文化センター） - 白井 役
- 悪役パパ（1993年、ケイエスエス） - 主演・芥田労 役
- 斬り込み（1995年、イメージファクトリー・アイエム） - 辰巳祐吉 役※友情出演
- 幻の光（1995年、シネカノン / テレビマンユニオン） - 民雄 役
- ロマンス（1996年、シネカノン / アルゴ・ピクチャーズ / オフィス・シロウズ）
- Morocco 横浜愚連隊物語（1996年、ムービーブラザーズ） - ハマの小鉄 役
  - Morocco 横浜愚連隊物語2（1996年）
- 男たちのかいた絵（1996年） - 渡会 役
- ありがとう（1996年、東北新社） - 安原正明 役
- ご存知!ふんどし頭巾（1997年、松竹） - 主演・帆立沢小鉄 役
- ワンダフルライフ（1999年、テレビマンユニオン） - 杉江卓郎 役
- Laundry〈ランドリー〉（2002年） - サリー 役
- リバイバル・ブルース（2003年、エレファント・ピクチャー） - 主演・健 役
- イズ・エー[is A.]（2004年、GPミュージアムソフト） - 海津直輝 役
- 阿修羅城の瞳（2005年、松竹） - 国成延行 役
- 闇打つ心臓（2006年） - 主演・リンゴォ 役
- 黒帯 KURO-OBI（2007年、クロックワークス） - ナレーション
- フレフレ少女（2008年、松竹） - 柳原源蔵 役
- ねこタクシー（2010年、AMGエンタテインメント） - 宗形誠二 役
- 森崎書店の日々（2010年、ファントム・フィルム） - 森崎悟 役
- 瀬戸内海賊物語（2014年、松竹） - 村上達也 / 村上武吉 役
- 山本慈昭 望郷の鐘 満蒙開拓団の落日（2015年、現代ぷろだくしょん） - 主演・山本慈昭 役[52]
- ポプラの秋（2015年、アスミック・エース / シナジー） - 山根さん 役（特別出演）
- 海すずめ（2016年、アークエンタテインメント） - 赤松武男 役
- 科捜研の女 -劇場版-（2021年、東映） - 土門薫 役
- 映画の朝ごはん（2023年）※ドキュメンタリー映画

日活ロマンポルノ（にっかつ）
- モア・セクシー 獣のようにもう一度（1981年）
- 愛獣シリーズ
  - 愛獣 悪の華（1981年） - 芝崎正 役
  - 愛獣 襲る!（1981年） - キリ 役
- 美姉妹 犯す（1982年） - 清 役
- セーラー服 百合族2（1983年） - 矢野正明 役
- 美加マドカ 指を濡らす女（1984年） - 勇次 役
- 夢犯（1985年） - 小田 役
- お嬢さん探偵 ときめき連発!（1987年） - 田山友好 役

### オリジナルビデオ
- 夜のストレンジャー 恐怖（1991年、東映Vシネマ） - 秋山健一 役
- 襲撃 BURNING DOG（1991年、東映Vシネマ） - 多久次 役

### 劇場アニメ
- 風を見た少年（2000年） - ブラニック 役[53]
- 千と千尋の神隠し（2001年） - 千尋の父親 役
- ゲド戦記（2006年） - ハジア売り 役[54]
- コクリコ坂から（2011年） - 小野寺善雄 役

### 吹き替え
- アトランティス 失われた帝国（2001年） - ヴィニー 役
- ペット2（2019年） - ルースター 役[55]

### 舞台
- 必殺シリーズ放送十周年記念公演「新・必殺仕事人」（1982年、名鉄ホール） - 秀 役

### バラエティ
- 人気者でいこう!（1998年2月10日 - 2000年10月10日、朝日放送）
- 真相究明!噂のファイル（1998年4月18日 - 9月12日、テレビ朝日）- 司会
- パパアミーゴ!（1998年10月3日 - 1999年3月20日、フジテレビ）
- 推理バラエティー 誰もいない部屋（1999年4月4日 - 2000年3月12日、NHK総合） - 司会
- 小さな恋みつけた。（2001年4月18日 - 6月27日、毎日放送）
- 世界の絶景100選（2004年1月31日 - 2020年6月14日、フジテレビ）- 司会
- ヒューマンバラエティ 日曜のマゼラン（2004年4月4日 - 2005年3月27日、東日本放送 他）- 司会
- 土曜スペシャル ナイトウ旅行社（2016年4月9日 - 11月5日、テレビ東京）- 司会（社長）
- なにわ淀川花火大会（2018年8月4日、2019年8月10日、2022年8月27日、2023年8月5日、2024年8月3日、テレビ大阪）- ゲスト
- ごぶごぶ（2023年8月5日、毎日放送）- ゲスト
- おぎやはぎの愛車遍歴 NO CAR, NO LIFE!（2023年12月9日、BS日テレ）- ゲスト
- 内藤剛志の静岡グル飯とり旅（2024年4月27日 - 5月25日 全5回、静岡朝日テレビ）- 旅人
  - 内藤剛志の静岡グル飯とり旅2（2024年11月23日　- 12月21日 全5回）
- 友近・礼二の妄想トレイン（BS日テレ）- ゲスト
  - 2024年4月9日 - #142　内藤剛志が行く肉鉄旅～近江鉄道編～
  - 2024年12月3日 - #163　内藤剛志が行く 立山黒部アルペンルート
  - 2025年5月13日 - #176　内藤剛志が行く 京急みさきまぐろきっぷの旅
  - 2025年6月24日 - #182　内藤剛志が行く 新緑の南阿蘇への旅
- ぎふ長良川花火大会（2024年8月10日、岐阜放送）- ゲスト
- あなたの知らない京都旅（BS朝日）- 旅人
  - 「映画の聖地巡礼」（2024年11月21日）
  - 「名優5人が味わう旬の京料理」（2025年1月16日）
  - 「内藤剛志・東山をめぐる」（2025年3月20日）
  - 「検証! 都の坂本龍馬 歴史の真実」（2025年4月17日）
  - 「織田信長 京で発見! 本当の素顔」（2025年6月5日）
  - 「幕末のモテ男 土方歳三 本当の素顔」（2025年7月3日）
  - 「都で暮らす3人のとっておき京都〜内藤剛志・近藤芳正・本上まなみ〜」（2025年7月17日）
  - 「絶景の郷に眠る伝説の謎 2時間SP」（2025年7月31日）
- ドランク塚地のふらっと立ち食いそば （2024年12月2日、BS日テレ） - ゲスト [56]

### ドキュメンタリー
- 女神の天秤（1996年10月16日 - 1998年3月11日、TBSテレビ） - 司会
- 奈良・飛鳥 世界遺産の謎〜日本を創った男たち（2000年3月25日、テレビ東京） - ナビゲーター
- キヤノンスペシャル 発掘!ローマ皇帝最期の館（2004年10月25日 - 10月28日〈4夜連続〉、テレビ朝日） - ナビゲーター
- 京都もうひとつの歴史 信長・秀吉・家康の野望（2006年12月30日・31日、テレビ大阪） - ナビゲーター
- 史上最強!甦る熊本城〜未来遺産が生まれるとき〜（2008年2月10日、熊本県民テレビ） - ナビゲーター
- 森といのちの響き〜お伊勢さんとモアイの島〜（2008年12月7日、東海テレビ） - ナビゲーター
- 池上彰の世界を見に行く（2010年12月5日、テレビ東京） - ゲスト
- 25歳〜情熱の起点〜（2020年10月7日 - 2022年9月28日、テレビ朝日） - 番組進行・ナレーター
- 朝メシまで。（2024年2月28日、テレビ朝日） - 特別ナレーション

### 情報番組
| 期間           | 期間          | 番組名                                                          | 役職                                               |
| -------------- | ------------- | --------------------------------------------------------------- | -------------------------------------------------- |
| 2000年4月1日   | 2001年9月29日 | ウォッ!チャ（フジテレビ）                                       | 司会                                               |
| 2001年10月     | 2002年9月     | リアルタイム（毎日放送）                                        | 司会                                               |
| 2004年3月1日   | 2004年3月1日  | アカデミー賞授賞式中継（WOWOW）                                 | 司会                                               |
| 2006年10月15日 | 2019年9月29日 | スタイルプラス（東海テレビ）                                    | 司会・番組コーナー『東海仕事人列伝』ギター演奏担当 |
| 2007年4月7日   | 2008年3月29日 | うふふのぷ（関西テレビ）                                        | 司会                                               |
| 2024年6月13日  | 2024年6月13日 | マネーの地図〜人生を豊かにするお金の使い方〜（BSフジ/BSフジ4K） | 司会                                               |
| 2024年10月21日 | 現在          | あさドレ♪（中京テレビ）                                         | ゲストコメンテーター                               |
| 2025年2月5日   | 2025年2月5日  | THE TIME,（TBSテレビ）                                          | 番組コーナー『TIMEマーケティング部』ゲスト出演     |
| 2024年10月     | 現在          | 健査官〜サインを見逃すな〜（テレビ朝日）                        | 健康捜査官 役                                      |

### 音楽番組
- サントリー1万人の第九（1999年12月5日・2000年12月3日、毎日放送） - 司会
- NHKニューイヤーオペラコンサート（2002年1月3日・2003年1月3日、NHK） - 司会
- 音遊人（2005年10月1日 - 2006年9月30日、テレビ東京） - 司会
- NHK歌謡チャリティーコンサート（2014年4月29日、NHK） - 司会

### CM
- NTTドコモ「ムーバ」（1993年）
  - 「Phoenix mini」（1997年 - 1998年）
  - 「ムーバN504i」（2002年）
- 花王「タッチ」（1993年 - 1994年）
- ソニー「スタミナハンディカム」（1995年当初は親交の深い斎藤洋介と競演していたがDVハンディカム以降は一人で出演）（1995年 - 1998年）
- キリンビール「冬仕立て」（1996年）
- 明星食品「チャルメラ」「長崎ちゃんぽん」「チャルメラ・みそラーメン」「チャルメラ・塩ラーメン」（1996年 - 2000年）
- 日産自動車「ルネッサ」（江川卓、桑名正博と共演）（1997年 - 2001年）
- 中外製薬「エフィール錠」
- 亀田製菓「スーパーフレッシュ柿の種」（1998年 - 2000年）
- サントリー「麦の香り」（1998年）
- UCカード「UCカード」（2000年 - 2001年）
- USS

「企業」（2000年）
- 税務署「確定申告」（2001年）
- アサヒ飲料「旨茶」（2001年）
- スヴェンソン（2001年）
- 白鶴酒造「白鶴 淡麗純米」（2003年 - 2005年）
- 公共広告機構（現：ACジャパン）「給食で世界記録」（ナレーション）（2006年）
- 興和「パニオンコーワ錠」（2006年 - 2008年）
- 和真（2007年 - ）[58]
  - 「全視界メガネ」（2021年）[59]
- 大正製薬「リアップX5」（2010年 - 2011年）
- 金氏高麗人参「神秘の健康力」（2017年 - 2023年） - 健康刑事 役
- 協和コーポレーション（2018年 - ）[60]
- 産直
  - 「さすらいのグルメハンター」（ドラマ形式の通販インフォマーシャル、2023年7月23日、BS日テレ）[61]
  - 「さすらいのグルメハンター」シーズン2（ドラマ形式の通販インフォマーシャル、2023年12月3日・10日、BS日テレ）[62]
- 健康保険組合連合会「使ってイイナ！マイナ保険証」（2024年 - 2025年）[63]

### ラジオ
- くにまる食堂（2024年4月4日 - 、文化放送、木曜日 9・10時台パートナー）
- 朗読の世界 「松本清張　短編作品集」（2025年3月31日 - 5月9日、NHK-FM） - 朗読[64]

### ゲーム
- テレビシリーズ 家なき子 〜すずの選択〜（1995年3月22日発売、バップ、プレイディア用ソフト） - お父さん（相沢悟志） 役

### 配信ドラマ
- 縦型連続ショートドラマ『崖』（2025年6月30日配信予定、スキドラ公式YouTube 他） - 小山直純 役[65]

## 音楽
シングル
- 夢の続き（1999年5月26日）
  - 『人気者でいこう!』の企画でリリースしたシングル

その他
- ラスベガス・ファーストクラスの旅（1999年8月18日）
  - 上述の「夢の続き」の他、「あかんたれ」も収録。浜田、袴田の楽曲も収録したアルバム

## 著書
- 『ないとう流』 あすか書房、1998年／ちくま文庫、2000年 ISBN 978-4-31780-074-4ISBN 978-4-48003-530-1
- 『日々。』 光文社、1998年 ISBN 978-4-33497-177-9
- 『王国』 アスキー・メディアワークス、1998年 ISBN 978-4-75720-140-8
- 『中年無休』 世界文化社、2000年 ISBN 978-4-41800-511-6